# Lungenschnecken
Die Lungenschnecken (Pulmonata, von lat. pulmo „Lunge“) sind eine formenreiche Gruppe der Schnecken (Gastropoda) und werden traditionell als Ordnung bezeichnet. Sie gehören zu den wenigen Vertretern der Weichtiere, die das Festland besiedelt haben, kommen aber auch im Süßwasser und teilweise auch im Meer vor. Bei den Landformen dient die Mantelhöhle der Luftatmung, woraus sich die Bezeichnung Lungenschnecken ableitet.
Lungenschnecken repräsentieren nach heutiger Erkenntnis kein natürliches Taxon, sondern eine paraphyletische Gruppe, weil sie nicht alle Nachkommen ihres letzten gemeinsamen Vorfahren enthalten. Sie werden daher in phylogenetisch-systematischen Darstellungen als Gruppe bezeichnet und/oder in Anführungszeichen geschrieben („Pulmonata“, „Lungenschnecken i.w.S.“). Ein echtes monophyletisches Taxon bilden nach heutiger Erkenntnis allerdings die Eupulmonata (Lungenschnecken i. e. S.), die im Wesentlichen die bisher als „Landlungenschnecken“ bezeichneten Taxa zusammenfasst.

## Merkmale
Die Lungenschnecken besitzen die im Bauplan der Schnecken angelegten Kiemen nicht mehr, doch haben zahlreiche Wasserbewohner sekundäre Kiemen entwickelt. An der gefäßreichen Decke der der Atmung dienenden Mantelhöhle befindet sich eine sich regelmäßig öffnende und schließende Öffnung (Pneumostom), die in einen Hohlraum führt. Infolge seiner Funktion als Atmungsorgan wird er auch als Lunge bezeichnet und war namengebend für die Gruppe. Viele aquatische Lungenschnecken brauchen aber nicht an die Wasseroberfläche zu steigen, um Luft in die Mantelhöhle zu pumpen, sondern können den Gasstoffwechsel direkt über die Wasserphase vornehmen.
Zum Grundmuster der Merkmale der Lungenschnecken gehört ein Gehäuse, in das sich das Tier völlig zurückziehen kann. Ein Operkulum zum Verschließen des Gehäuses ist jedoch in der Evolutionslinie zu den Lungenschnecken verloren gegangen. Das Gehäuse ist in einigen Gruppen so stark verkleinert worden, dass sich das Tier nicht mehr ganz in das Gehäuse zurückziehen kann. Teilweise fehlt das Gehäuse äußerlich völlig. Bei einigen Gruppen der sog. „Nacktschnecken“ ist im Mantel nur noch ein kleines Kalkplättchen erhalten, das als Kalkspeicher dient. Das Gehäuse der Lungenschnecken ist im Grundmuster spiralig aufgerollt und besteht aus drei Schichten: einer äußeren organischen Schicht (Periostrakum), einer mittleren aragonitischen Prismenschicht und einer inneren aragonitischen Kreuzlamellenschicht. Die Schale wird von Drüsen am Mantelrand gebildet. Ein (geringes) Dickenwachstum und die Reparatur der Schale kann fast an der gesamten Manteloberfläche stattfinden. Die zum Grundmuster der Schnecken gehörende Torsion (Verdrehung des Weichkörpers) ist bei einigen Nacktschneckengruppen konvergent wieder rückgängig gemacht worden („Detorsion“).

## Fortpflanzungsbiologie
Lungenschnecken sind Zwitter, die sich wechselweise befruchten. Bei manchen Arten treten (in unterschiedlichem Ausmaße) auch Selbstbefruchtungen auf. Lungenschnecken legen bis zu mehrere hundert dotterreiche oder eiklarreiche Eier ab, aus denen nach einigen Wochen die jungen Schnecken schlüpfen. Die Entwicklung ist direkt, also ohne Larvenstadium.

## Lebensweise
Die Lungenschnecken haben sich mit der Landoberfläche einen Lebensraum erschlossen, der den meisten anderen Weichtieren verschlossen blieb. Sie kommen im Intertidalbereich, in Natur- und Kulturlandschaften und sogar in menschlichen Behausungen vom Flachland bis ins Hochgebirge in 6000 m Höhe vor. Einige Arten leben überwiegend im Boden. Sogar in die Trockengebiete und Wüsten der Erde sind sie vorgedrungen. Sehr erfolgreich besiedeln sie auch die limnischen Ökosysteme, teilweise auch Brackwasser und Meer.

## Lungenschnecken als Schädlinge
Im Vergleich mit anderen Schneckengruppen befinden sich unter den Lungenschnecken relativ viele Arten, die vom menschlichen Standpunkt aus als Schädlinge bezeichnet werden können oder als Krankheitsüberträger fungieren. Dies liegt natürlich an der terrestrischen und limnischen Lebensweise der meisten Arten der Lungenschnecken, die damit leicht in Kontakt mit Menschen und deren Nutzpflanzen kommen. Es muss aber betont werden, dass es in absoluten Zahlen ausgedrückt nur wenige Arten sind, die tatsächlich spürbare Schäden an Nutzpflanzen verursachen. Häufig wurden Arten erst dann problematisch, wenn sie aus ihrem ursprünglichen Lebensraum in anderen Regionen verschleppt wurden. Die ganz große Mehrzahl der Lungenschnecken sind harmlos und spielen eine wichtige Rolle im Ökosystem. Sie sollten auf keinen Fall bekämpft oder wahllos abgesammelt werden. Hier eine Zusammenstellung der wichtigsten Lungenschneckenarten, die Schäden verursachen können (nach Godan, 1999). Viele der aufgeführten Arten sind inzwischen weltweit verbreitet.
- Genetzte Ackerschnecke (Deroceras reticulatum (O.F. Müller, 1774)); vor allem im Gemüseanbau (besonders Spargelkulturen), weltweit
- Wasserschnegel (Deroceras laeve (O.F. Müller, 1774)); siehe D. reticulatum
- Lehmannia valentiana (A. Férussac, 1822); lokal in Gewächshäusern
- Boden-Kielschnegel (Tandonia budapestensis (Hazay, 1880)); sehr lokal im Gemüseanbau
- Milax gagates (Draparnaud, 1801); sehr lokal im Gemüseanbau
- Tandonia sowerbyi (A. Férussac, 1823); Gemüseanbau, auch Wurzelfraas
- Ariolimax columbianus (Gould, 1851); vor allem in Küstenwäldern des amerikanischen Westens
- Spanische Wegschnecke (Arion vulgaris Moquin-Tandon, 1855); vor allem in Europa auf Kulturland allgemein
- Große Achatschnecke (Achatina fulica Bowdich, 1822); in den Tropen auf Bananen, Baumwolle, Kaffeesträuchern etc.
- Gefleckte Weinbergschnecke (Cornu aspersum (O.F. Müller, 1774)); als Neozoon in den USA und Israel in Zitrusplantagen
- Grunzschnecke (Cantareus apertus (Born, 1778)); im Garten
- Mittelmeersandschnecke (Theba pisana (O.F. Müller, 1774)); in Israel in Zitrusplantagen
- Hain-Bänderschnecke (Cepaea nemoralis Linnaeus, 1758); Garten, hauptsächlich auch Zierpflanzen
- Kleine Sumpfschnecke (Galba truncatula (O.F. Müller, 1774)); Wasserkresseanbau (Belgien, Frankreich)
- Längliche Sumpfschnecke (Omphiscola glabra (O.F. Müller, 1774)); Wasserkresseanbau (Belgien, Frankreich)
- Gemeine Sumpfschnecke (Stagnicola palustris (O.F. Müller, 1774)); Wasserkresseanbau (Belgien, Frankreich)

## Lungenschnecken als Krankheitsüberträger
In den Ländern der Tropen werden verschiedene Arten von Lungenschnecken (z. B. Bulinus und Biomphalaria) als Zwischenwirte des Pärchenegels Schistosoma (verschiedene Arten) bekämpft, der die Schistosomiasis auslösen kann. Bei einigen Arten von Schistosoma ist der Mensch der Hauptwirt, bei anderen Arten Weidetiere, Geflügel und Haustiere. Verschiedene Arten der Lymnaeidae sind Zwischenwirte für den Großen Leberegel (Fasciola hepatica), der im Endwirt (Säugetiere) die Fasziolose auslösen kann. Einige Lungenwürmer benötigen als Zwischenwirte Schnecken, meistens Lungenschnecken. Lungenschnecken spielen aber auch als Überträger von Pflanzenkrankheiten eine große Rolle. Der Tabakmosaikvirus kann von Deroceras reticulatum übertragen werden. Diese Art kann auch das Bakterium Corynebacterium insidiosum übertragen, das Luzerne schädigt. Das Bakterium Pectobacterium carotovorum verursacht das Verrotten von verschiedenen Kreuzblütengewächsen. Pilzsporen werden sehr häufig von Lungenschnecken übertragen.

## Artenzahl
Die Angaben über die Artenzahl der Lungenschnecken ist stark variabel. Dies hängt mit der vielfach umstrittenen Aufteilung der oft formenreichen Gruppen in jeweils mehr oder weniger Arten zusammen. Es werden Gesamtzahlen von 16.000 bis über 30.000 Arten genannt. Die überwiegende Artenzahl lebt auf dem trockenen Festland. Manche Gruppen leben auch im Süßwasser, einige im Brackwasser und im Meer. Die Gefährdungssituation ist unterschiedlich; besonders gefährdet gelten viele Süßwasserarten, von denen auch viele schon ausgestorben sind.

## Systematik
Die Gruppe der Lungenschnecken wurde lange Zeit als monophyletisches Taxon betrachtet. Wichtige Grundlage waren gewisse morphologische Eigenheiten, wie die sogenannte streptoneure Innervation der Kopftentakel und das Fehlen eines Rhinophor-Nerven. Neben verfeinerten morphologischen Analysen sind es aber insbesondere eine rasch gewachsene Zahl an molekulargenetischen Untersuchungen, die gezeigt haben, dass die "Lungenschnecken" eine paraphyletische Gruppe darstellen.
Die folgende orientierende Zusammenstellung folgt dem Prinzip nach der Einteilung von Bouchet & Rocroi (2005). Bei diesen Autoren sind die „Lungenschnecken“ als Gruppe („informal group“), nicht als Ordnung bezeichnet. Ebenso haben diese Autoren in ihrer Klassifikation auf alle Kategorienbezeichnungen oberhalb der Überfamilie verzichtet. Auch die „Basommatophora“ bilden lediglich eine solche (paraphyletische) Gruppe. Monophyletische Taxa sind aber auch nach neuesten Befunden die Eupulmonata und auch die Stylommatophora.
| - Gruppe Lungenschnecken (Pulmonata) Cuvier in Blainville, 1814 - Gruppe Wasserlungenschnecken (Basommatophora) Keferstein in Bronn, 1864 - Überfamilie Amphiboloidea J.E. Gray, 1840 - Familie Amphibolidae J.E. Gray, 1840 - Überfamilie Siphonarioidea J.E. Gray, 1840 - Familie Siphonariidae J.E. Gray, 1840 - Familie †Acroreiidae Cossmann, 1893 - Überfamilie Acroloxoidea [[Johannes Thiele (Zoologe)\|Thiele]], 1931 - Familie Teichnapfschnecken Acroloxidae Thiele, 1931 - Überfamilie Chilinoidea Dall, 1870 - Familie Chilinidae Dall, 1870 - Familie Latiidae Hutton, 1882 - Überfamilie Lymnaeoidea Rafinesque, 1815 - Familie Schlammschnecken Lymnaeidae Rafinesque, 1815 - Überfamilie Planorboidea Rafinesque, 1815 - Familie Tellerschnecken Planorbidae Rafinesque, 1815 - Familie Blasenschnecken Physidae Fitzinger, 1833 - Unterordnung Eupulmonata Haszprunar & Huber, 1990 - Überfamilie Otinoidea H. & A. Adams, 1855 - Familie Otinidae H. & A. Adams, 1855 - Familie Smeagoldidae Climo, 1980 - Überfamilie Trimusculoidea Burch, 1945 - Familie Trimusculidae Burch, 1945 - Überfamilie Ellobioidea L. Pfeiffer, 1854 - Familie Küstenschnecken (Ellobiidae L. Pfeiffer, 1854) - Familie Zwerghornschnecken (Carychiidae Jeffreys, 1830) - Unterordnung Systellommatophora Pilsbry, 1948 - Überfamilie Onchidioidea Rafinesque, 1815 - Familie Onchidiidae Rafinesque, 1815 - Überfamilie Veronicelloidea J.E. Gray, 1840 - Familie Veronicellidae J.E. Gray, 1840 - Familie Rathouisiidae Sarasin, 1889 - Unterordnung Landlungenschnecken (Stylommatophora) A. Schmidt, 1856 - Überfamilie Succineoidea Beck, 1837 (= Heterurethra) - Familie Bernsteinschnecken (Succineidae Beck, 1837) - Überfamilie Athoracophoroidea P. Fischer, 1883 (= Tracheopulmonata) - Familie Athoracophoridae P. Fischer, 1883 - Überfamilie Achatinelloidea Gulick, 1873 - Familie Achatinellidae Gulick, 1873 - Überfamilie Cochlicopoidea (Pilsbry, 1900) - Familie Glattschnecken (Cochlicopidae, Pilsbry, 1900) - Familie Amastridae Pilsbry, 1910 - Überfamilie Enoidea Woodward, 1903 - Familie Enidae Woodward, 1903 - Familie Cerastidae Wenz, 1923 - Überfamilie Partuloidea Pilsbry, 1900 - Familie Draparnaudiidae Solem, 1962 - Familie Partulidae Pilsbry, 1900 - Überfamilie Pupilloidea Turton, 1831 - Familie Puppenschnecken Pupillidae Turton, 1831 - Familie Argnidae Hudec, 1965 - Familie Kornschnecken Chondrinidae Steenberg, 1925 - Familie †Cylindrellinidae Zilch, 1959 - Familie Lauriidae Steenberg, 1925 - Familie Fässchenschnecken (Orculidae Pilsbry, 1918) - Familie Scheibenschnecken (Pleurodiscidae Wenz, 1923) - Familie Pyramidenschnecken (Pyramidulidae Kennard & Woodward, 1914) - Familie Spelaeoconchidae Wagner, 1928 - Familie Spelaeodiscidae Steenberg, 1925 - Familie Strobilopsidae Wenz, 1915 - Familie Grasschnecken (Valloniidae Morse, 1864) - Familie Windelschnecken (Vertiginidae Fitzinger, 1833) - Überfamilie Clausilioidea Mörch, 1864 - Familie Schließmundschnecken (Clausiliidae Mörch, 1864) - Familie †Anadromidae Wenz, 1940 - Familie †Filholidae Wenz, 1923 - Familie †Palaeostoidae Nordsieck, 1986 - Überfamilie Orthalicoidea Albers-Martens, 1860 - Familie Orthalicidae Albers-Martens, 1860 - Familie Cerionidae Pilsbry, 1901 - Familie Coelociontidae Iredale, 1937 - Familie †Grangerellidae Russell, 1931 - Familie Megaspiridae Pilsbry, 1904 - Familie Placostylidae Pilsbry, 1946 - Familie Urocoptidae Pilsbry, 1898 - Überfamilie Achatinoidea Swainson, 1840 - Familie Afrikanische Riesenschnecken (Achatinidae Swainson, 1840) - Familie Bodenschnecken (Cecilioididae Mörch, 1864 = Ferussaciidae Bourguignat, 1883) - Familie Micractaeonidae Schileyko, 1999 - Familie Ahlenschnecken (Subulinidae Fischer & Crosse, 1877) - Überfamilie Aillyoidea Baker, 1960 - Familie Aillyidae Baker, 1960 - Überfamilie Testacelloidea J.E. Gray, 1840 - Familie Rucksackschnecken Testacellidae J.E. Gray, 1840 - Familie Oleacinidae H. & A. Adams, 1855 - Familie Spiraxidae Baker, 1939 - Überfamilie Papillodermatoidea Wiktor, Martin & Castillejo, 1990 - Familie Papillodermatidae Wiktor, Martin & Castillejo, 1990 - Überfamilie Streptaxoidea J.E. Gray, 1806 - Familie Streptaxidae J.E. Gray, 1806 - Überfamilie Rhytidoidea Pilsbry, 1893 - Familie Rhytididae Pilsbry, 1893 - Familie Chlamydephoridae Cockerell, 1935 - Familie Haplotrematidae Baker, 1925 - Familie Scolodontidae Baker, 1925 - Überfamilie Acavoidea Pilsbry, 1895 - Familie Acavidae Pilsbry, 1895 - Familie Caryodidae Connolly, 1915 - Familie Dorcasiidae Connolly, 1915 - Familie Macrocclididae Thiele, 1926 - Familie Megomphicidae Baker, 1930 - Familie Strophocheilidae Pilsbry, 1902 - Überfamilie Plectopylidae Moellendorf, 1900 - Familie Plectopyloidea Moellendorf, 1900 - Familie Corillidae Pilsbry, 1905 - Familie Sculpariidae Degner, 1923 - Überfamilie Punctoidea Morse, 1864 - Familie Punktschnecken (Punctidae Morse, 1864) - Familie †Anastomopsidae Nordsieck, 1986 - Familie Charopidae Hutton, 1884 - Familie Cystopeltidae Cockerell, 1891 - Familie Schüsselschnecken (Patulidae Tryon, 1866 = Discidae Thiele, 1931) - Familie Endodontidae Pilsbry, 1895 - Familie Scheibchenschnecken Helicodiscidae Baker, 1927 - Familie Oreohelicidae Pilsbry, 1939 - Familie Thyrophorellidae Girard, 1895 - Überfamilie Sagdoidea Pilsbry, 1895 - Familie Sagdidae Pilsbry, 1895 - Überfamilie Helicoidea Rafinesque, 1815 - Familie Schnirkelschnecken (Helicidae Rafinesque, 1815) - Familie Strauchschnecken Bradybaenidae Pilsbry, 1934 - Familie Camaenidae Pilsbry, 1895 - Familie Cepolidae Ihering, 1909 (ungültig, präokkupiert durch Cepolidae Bleeker, 1859, Fische) - Familie Cochlicellidae Schileyko, 1972 - Familie Elonidae Gittenberger, 1977 - Familie Epiphragmophoridae Hoffmann, 1928 - Familie Halolimnochelicidae Nordsieck, 1986 - Familie Riemenschnecken Helicodontidae Kobelt, 1904 - Familie Helminthoglyptidae Pilsbry, 1939 - Familie Humboldtianidae Pilsbry, 1939 - Familie Hygromiidae Tryon, 1866 - Familie Monadeniidae Nordsieck, 1987 - Familie Pleurodontidae Ihering, 1912 - Familie Polygyridae Pilsbry, 1894 - Familie Sphincterochilidae Zilch, 1960 - Familie Thysanophoridae Nordsieck, 1987 - Familie Xanthonychidae Strebel & Pfeffer, 1879 - "Limacoid clade" (Nacktschnecken) - Überfamilie Staffordioidea Thiele, 1931 - Familie Staffordiidae Thiele, 1931 - Überfamilie Dyakioidea Gude & Woodward, 1921 - Familie Dyakiidae Gude & Woodward, 1921 - Überfamilie Gastrodontoidea Tryon, 1866 - Familie Daudebardien (Daudebardiidae, Kobelt, 1906) - Familie Dolchschnecken (Gastrodontidae Tryon, 1866) - Familie Chronidae Thiele, 1931 - Familie Kegelchen (Euconulidae Baker, 1928) - Familie Glanzschnecken (Oxychilidae Hesse, 1927) - Familie Pristilomatidae Cockerell, 1891 - Familie Trochomorphidae Möllendorf, 1890 - Überfamilie Parmacelloidea Fischer, 1856 - Familie Mantelschnegel (Parmacellidae Fischer, 1856) - Familie Kielschnegel (Milacidae Ellis, 1926) - Familie Trigonochlamydidae Hesse, 1882 - Überfamilie Riesenglanzschnecken (Zonitidae Mörch, 1864) - Familie Riesenglanzschnecken (Zonitidae Mörch, 1864) - Überfamilie Helicarionoidea Bourguignat, 1877 - Familie Helicarionidae Bourguignat, 1877 - Familie Ariophantidae Godwin-Austen, 1888 - Familie Urocyclidae Simroth, 1889 - Überfamilie Limacoidea Rafinesque, 1815 - Familie Schnegel (Limacidae Rafinesque, 1815) - Familie Kleinschnegel (Agriolimacidae Wagner, 1935) - Familie Wurmschnegel (Boettgerellidae van Goethem, 1972) - Familie Glasschnecken (Vitrinidae Fitzinger, 1833) - Überfamilie Arionoidea J.E. Gray, 1840 - Familie Wegschnecken (Arionidae J.E. Gray, 1840) - Familie Anadenidae Pilsbry, 1948 - Familie Ariolimacidae Pilsbry & Vanatta, 1898 - Familie Binneyidae Cockerell, 1891 - Familie Oopeltidae Cockerell, 1891 - Familie Philomycidae J.E. Gray, 1847 |